# 國民公會站
國民公會站（法語：Convention）是巴黎地鐵12號線的一個車站，位於巴黎十五區。國民公會站開通於1910年11月5日，最初是北南公司A線凡爾賽門站至洛雷特聖母院站區間的車站。車站名稱取自於國民公會路。

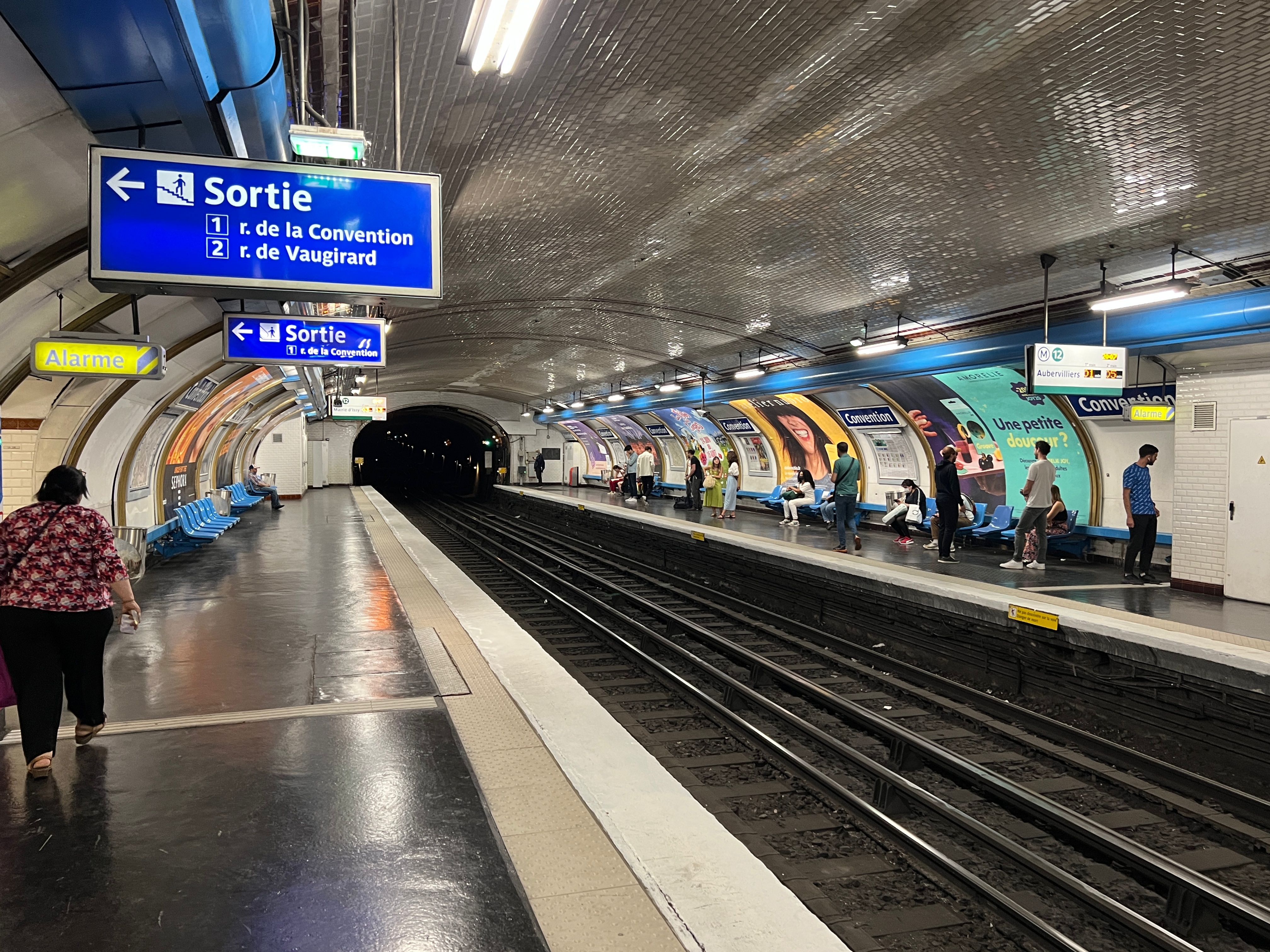
月台（2022年7月）

## 車站結構
| 街道層     |                    |                            |
| B1         | 夾層               |                            |
| 12號線月台 | 側式月台，右側開門 | 側式月台，右側開門         |
| 12號線月台 | 南行               | 往伊西市政府（凡爾賽門）   |
| 12號線月台 | 北行               | 往奧貝維埃市政府（沃吉拉） |
| 12號線月台 | 側式月台，右側開門 |                            |